# 부산광역시남항관리사업소
부산광역시남항관리사업소(釜山廣域市南港管理事業所)는 남항의 종합개발계획과 시설의 합리적 유지·관리에 관한 사무를 분장하는 부산광역시청의 사업소이다. 소장은 지방서기관으로 보한다.

## 설치 근거 및 소관 사무

### 설치 근거
- 「부산광역시 행정기구 설치 조례」 제47조제1항[2]

### 소관 사무
- 항만시설의 유지·보수 및 사용허가 등에 관한 사항
- 항만건설공사의 계획 및 시공에 관한 사항
- 부산남항 해상안전관리센터 관리·운영에 관한 사항
- 기타 항만관리에 관한 사항

## 연혁
- 1975년 6월 1일: 부산직할시항만관리사업소 설치.
- 1999년 1월 1일: 부산광역시항만관리사업소로 개편.[3]
- 2005년 3월 15일: 청사 신축 준공.
- 2014년 6월 1일: 현 청사로 이전.
- 2014년 6월 16일: 부산광역시남항관리사업소로 개편.[4]

## 조직

### 소장
- 관리팀[5]
- 선박신고팀[6]